# Formule genre-degré
En géométrie algébrique, la formule genre - degré est une équation reliant le degré d d'une courbe plane irréductible {\displaystyle C} avec son genre arithmétique g par la formule :
{\displaystyle g={\frac {1}{2}}(d-1)(d-2).}
Ici « courbe plane » signifie que {\displaystyle C} est une courbe fermée dans le plan projectif {\displaystyle \mathbb {P} ^{2}}. Si la courbe est non singulière, le genre géométrique et le genre arithmétique sont égaux, mais si la courbe est singulière, avec seulement des singularités ordinaires, le genre géométrique a priori est plus petit. Plus précisément, une singularité ordinaire de multiplicité r diminue le genre de {\displaystyle {\frac {1}{2}}r(r-1)}.

## Généralisation
Pour une hypersurface non singulière {\displaystyle H} de degré d dans le plan projectif {\displaystyle \mathbb {P} ^{n}} de genre arithmétique g la formule devient :
{\displaystyle g={\binom {d-1}{n}},\,}
où {\displaystyle {\tbinom {d-1}{n}}} est le coefficient binomial.